# Autoridade Europeia para a Proteção de Dados
A Autoridade Europeia para a Protecção de Dados (EDPS) é uma entidade independente dotada de poderes de supervisão, que tem como objectivo primordial assegurar que as instituições e os órgãos comunitários respeitem o direito à privacidade e à protecção de dados sempre que procedem ao tratamento de dados pessoais e desenvolvem novas políticas.
Wojciech Wiewiórowski assumiu o cargo de Autoridade Europeia para a Proteção de Dados em 6 de dezembro de 2019. Foi nomeado para um mandato de cinco anos por decisão conjunta do Parlamento Europeu e do Conselho.
O Regulamento (UE) 2018/1725 define as funções e os poderes da Autoridade Europeia para a Proteção de Dados (capítulo VI), bem como a independência institucional da AEPD enquanto autoridade de controlo. Estabelece igualmente as regras em matéria de proteção de dados nas instituições da UE.

## Actividades
Os deveres e poderes da EDPS, bem como a independência institucional da autoridade de controlo, estão definidos no "Regulamento sobre a Proteção de Dados". Na prática, as actividades da EDPS podem dividir-se em três vertentes principais: supervisão, consulta e cooperação.

### Supervisão
Na vertente "supervisão", a tarefa essencial da EDPS consiste em monitorizar o tratamento de dados pessoais nas instituições e órgãos comunitários. A EDPS desempenha essa função em cooperação com os responsáveis pela protecção de dados (RPD) existentes em cada instituição ou órgão comunitário. O RPD deve impreterivelmente notificar a EDPS sobre quaisquer operações de tratamento que envolvam dados pessoais sensíveis ou sejam susceptíveis de apresentar outros riscos específicos. Subsequentemente, a EDPS analisa o referido tratamento à luz do Regulamento de Protecção de Dados e emite um parecer no âmbito do "controlo prévio" efectuado. Na maior parte dos casos, este exercício dá origem a uma série de recomendações que a instituição ou órgão em causa deverá pôr em prática para assegurar a conformidade com as regras de protecção de dados.
Em 2009, por exemplo, a EDPS adoptou mais de 100 pareceres no âmbito de controlos prévios efectuados, predominantemente sobre dados referentes a saúde, avaliação de pessoal, recrutamento, gestão de tempos, ferramentas de avaliação de gravações telefónicas e investigações em matéria de segurança (no sentido de protecção e vigilância). Esses pareceres são publicados no sítio Web da EDPS e a sua aplicação é alvo de acompanhamento sistemático.
A aplicação do Regulamento de Protecção de Dados no aparelho administrativo da UE é igualmente acompanhada de perto através de um levantamento frequente dos indicadores de desempenho, envolvendo todas as instituições e órgãos da UE. Adicionalmente a este exercício de monitorização generalizada, a EDPS efectua também inspecções no terreno para avaliar a conformidade na prática.
A vertente de supervisão da EDPS envolve igualmente a investigação de reclamações apresentadas por elementos do pessoal da UE ou quaisquer outros indivíduos que considerem que os seus dados pessoais foram incorrectamente tratados por uma instituição ou órgão comunitário. Exemplos de reclamações incluem alegadas violações de confidencialidade, acesso a dados, direito de rectificação, eliminação de dados e recolha excessiva ou utilização ilegal de dados pela entidade controladora.
A EDPS desenvolveu igualmente outras formas de supervisão, tais como o aconselhamento sobre medidas de carácter administrativo e a elaboração de directrizes temáticas.

### Consulta
Na sua vertente "consultiva", a EDPS presta consultoria à Comissão Europeia, ao Parlamento Europeu e ao Conselho da União Europeia em matéria de protecção de dados numa vasta gama de áreas temáticas. Este papel consultivo incide também sobre propostas de nova legislação, bem como sobre outras iniciativas susceptíveis de afectar a protecção de dados pessoais na UE. Habitualmente culmina na emissão de um parecer formal, mas a EDPS também pode prestar orientação sob a forma de comentários ou documentos temáticos. Os desenvolvimentos tecnológicos com impacto na protecção de dados são igualmente objecto de monitorização como parte desta actividade.
Alguns temas importantes e recentes aos quais a EDPS dedicou especial atenção incluem o acordo "TFTP-SWIFT" sobre o acesso a informações de carácter financeiro, a revisão da directiva relativa à privacidade e às comunicações electrónicas (Directiva Privacidade Electrónica), os desenvolvimentos relacionados com o Programa de Estocolmo sobre políticas em matéria de Justiça e Assuntos Internos, a revisão do Regulamento Eurodac e do Regulamento de Dublim relativos à política de asilo, e o acesso público a documentos.
A EDPS acompanha igualmente com atenção o trabalho em curso com vista à revisão do quadro jurídico para a protecção de dados numa perspectiva de modernização da Directiva sobre Protecção de Dados (95/46/CE) para que possa responder aos novos desafios da globalização e do avanço tecnológico. A concretização deste objectivo crucial constituirá o ponto essencial da ordem de trabalhos da EDPS durante os próximos anos.
No âmbito do seu papel consultivo, a EDPS intervém igualmente em processos que dão entrada no Tribunal de Justiça Europeu e que são relevantes para as suas funções. Em Junho de 2009, por exemplo, interveio num processo que tratava da relação entre transparência e protecção de dados (o caso "Bavarian Lager").

### Cooperação
A EDPS coopera com outras autoridades de protecção de dados a fim de promover uma abordagem coerente ao tema da protecção de dados em toda a Europa.
A principal plataforma de cooperação entre autoridades de protecção de dados da Europa é o Grupo de Trabalho do artigo 29.º para a Protecção de Dados. A EDPS participa nas actividades deste Grupo de Trabalho, o qual desempenha um importante papel na aplicação uniforme da Directiva sobre Protecção de Dados e o Regulamento Geral de Proteção de Dados (GDPR) que o substitui.. A EDPS e o Grupo de Trabalho têm vindo a cooperar numa vasta gama de temas, em particular na aplicação da Directiva sobre Protecção de Dados e na questão dos desafios suscitados pelas novas tecnologias. A EDPS tem também apoiado energicamente iniciativas tendentes a assegurar que o tráfego internacional de dados respeite os princípios europeus em matéria de protecção de dados.
Uma das mais importantes tarefas de cooperação da EDPS envolve o Eurodac, no qual as responsabilidades de supervisão são partilhadas com as autoridades de protecção de dados nacionais.
A EDPS coopera com as autoridades de protecção de dados no âmbito do antigo "terceiro pilar" – cooperação policial e judiciária – e com o Grupo de Trabalho Polícia e Justiça.
A cooperação tem igualmente lugar através da participação em duas importantes conferências anuais sobre protecção de dados: uma conferência europeia que reúne autoridades de protecção de dados dos Estados-Membros da UE e do Conselho da Europa, e uma conferência internacional à qual acorre uma vasta gama de peritos em protecção de dados provenientes dos sectores público e privado.

### Textos jurídicos
- Regulamento (CE) n.º 45/2001, de 18 de Dezembro de 2000, relativo à protecção das pessoas singulares no que diz respeito ao tratamento de dados pessoais pelas instituições e pelos órgãos comunitários e à livre circulação desses dados (JO L 8 de 12.01.2001, p. 1)
- •	Directiva 95/46/CE, de 24 de Outubro de 1995, relativa à protecção das pessoas singulares no que diz respeito ao tratamento de dados pessoais e à livre circulação desses dados (JO L 281 de 23.11.1995, p. 31)

### Material de consulta sobre a EDPS
- Sítio Web da EDPS
- Pareceres da EDPS no âmbito do controlo prévio
- Pareceres legislativos da EDPS
- Relatório Anual da EDPS
- Brochura informativa da EDPS

### Outros materiais de consulta relevantes
- Página sobre Protecção de Dados da Comissão Europeia
- Sítio Web do Responsável pela Protecção de Dados da Comissão Europeia
- Grupo de Trabalho do artigo 29.º para a Protecção de Dados
- Página sobre Protecção de Dados do Parlamento Europeu
- Página sobre Protecção de Dados do Conselho da União Europeia
- Lista de autoridades nacionais de protecção de dados